# Carmen Enea
Carmen Enea Tomescu (n. 5 martie 1961, București, România) este o actriță română de film și teatru.

## Biografie
S-a născut la 5 martie 1961 în București, România. A absolvit cursurile Institutului de Teatru „Szentgyörgyi István” (azi Universitatea de Arte) din Târgu-Mureș în 1984. După absolvirea facultății a fost angajată ca actriță la Teatrul Municipal Bacovia din Bacău. În 1985 a debutat ca actriță în filmul Declarație de dragoste (1985), în rolul Mihaelei, fata zvăpăiată care încearcă să-l seducă pe Alexandru Bârsan. Criticul de film Eva Sârbu a remarcat apariția ei într-un articol din revista Cinema, consemnând că a jucat „foarte bine” rolul încredințat. A mai apărut în alte filme precum Un oaspete la cină (1986) și Extemporal la dirigenție (1988). Este căsătorită și a avut un fiu Mihnea.

## Filmografie
- Declarație de dragoste (1985) - eleva Mihaela
- Un oaspete la cină (1986) - Dorina
- Extemporal la dirigenție (1988) - studenta Mihaela, nepoata lui „Socrate”
- Rochia albă de dantelă (1989) - asistentă medicală